# Буців
Буців — село в Україні, у Яворівському районі, Львівської області, орган місцевого самоврядування — Шегинівська сільська рада. Це одне з найстаріших сіл Мостищини, перші згадки якого сягають у середину XIII століття, тобто часів князювання Данила Галицького.

## Історія села
У 1251 р. за князя Галицько-Волинського Данила Романовича, земля була поділена між: дворянами на округи.
Так округ Перемишський був під володінням дворянина Ростислава Івановича. Цей дворянин був твердої християнської віри. І тому багато в ці роки було побудовано церков. І серед цих церков і побудували монастир на горі Вал (сьогодні територія с. Буців), що знаходиться на головному шляху між Львовом і Ярославом. Церкву монастиря побудували з фонду князя Галицько-Волинського Данила Романовича. Отці Василіани прибули з Добромиля, Ярослава і зі Львова і оселилися в монастирі, що на горі Вал. Монастир був відомий на цілу Галичину.
Під Валом була збудована цегельня, де виробляли цеглу на продаж.
У 1300-х рр. на Галичину робили походи і напади татари. Шляхтич Сапега спровадив собі знатного спостерігача за татарами, то був Кіц Ян, котрого Сапега оселив на горі там і побудував вартову вежу, звідси і пішла назва гори, яка знаходиться на території Буцева — Кіцова гора.
Навколо Кіцової гори та монастиря почали утворюватися хутори. В 1511 p. заснували цвинтар і на цвинтарі побудували каплицю з дерева. Керівником будови був монах Буців Данило. Каплицю посвятили в 1512 р. 22 травня в день перенесення мощей св. Миколая. Тому селищу дали назву с. Буців (в честь монаха Буціва Данила).
У XVI столітті напали татари на Яворів. Про це дізналися монахи з Валу. Вони повідомили людей із села і разом сховались у лісі де були великі болота. Татари монастир на Валі пограбували і підпалили. Вони засіли в Буцеві на цілий тиждень пили, гуляли, бенкетували. Тут же їх наздогнали козаки розпочався великий бій, цей бій тягнувся в лісах Буцева аж до лісів Медики. Татар розбили і в цьому бої загинув татарський хан. Після бою татари розбіглися по сусідніх околицях, де найнялися служити панам-шляхтичам. Вони охрестились і поженились на українських дівчатах. Козаків, котрі загинули, поховали на цвинтарі біля церкви. Татари своєму хану висипали велику могилу за Медикою. Там, і заснували собі селище іменем їхнього хана Шегині (Шах гине).
1681 року до Буцева прибув перший священник Теодор Базилевич.
Збереглися відомості про те що у 1690 році власниця села Урсула Модрієвська наказала піддати тортурам та завдати 100 ударів "дуб'єм" місцевому священику Якову Шаварі з метою схилити його до переходу в унію. 
1697 р. в Буцеві поселився єврей Тайтман Шмул і заснував корчму.
В 1789 році був священик Михайло Височанський. На початку XIX століття в селі побудували школу.
1848 року скасовано панщину це було 16 травня. Люди в цей день щороку відправляли службу Божу, ходили з образами по полях, співали релігійні пісні.
1 липня 1924 р. з території земель фільварку Буців Перемишльського повіту утворена гміна Польська Маринка для польських колоністів.
У 1939 році в Буцеві проживало 1 360 мешканців (1 250 українців, 25 поляків, 40 польських колоністів міжвоєнного періоду, 5 латинників, 40 євреїв), а в колонії Польська Маринка проживало 170 польських колоністів міжвоєнного періоду.
1976 року побудували друге приміщення школи біля церкви.

## Архітектурні пам'ятки

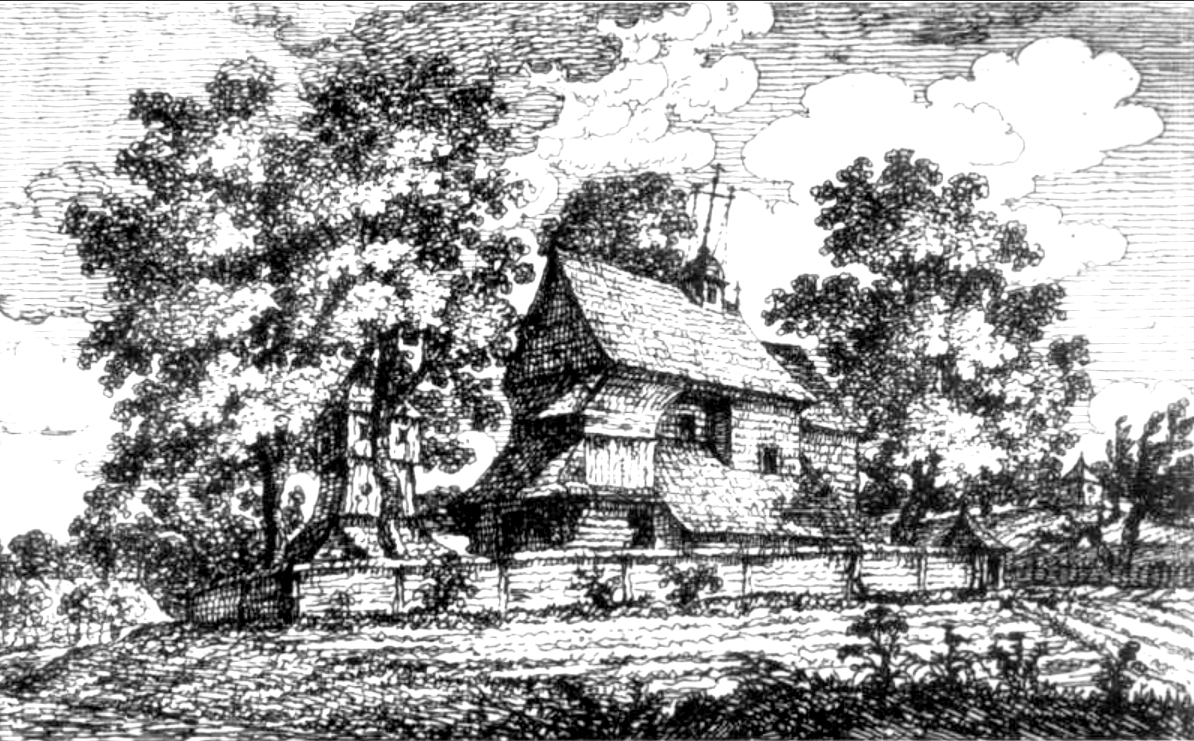
Церква Миколая на рисунку 1836 р.

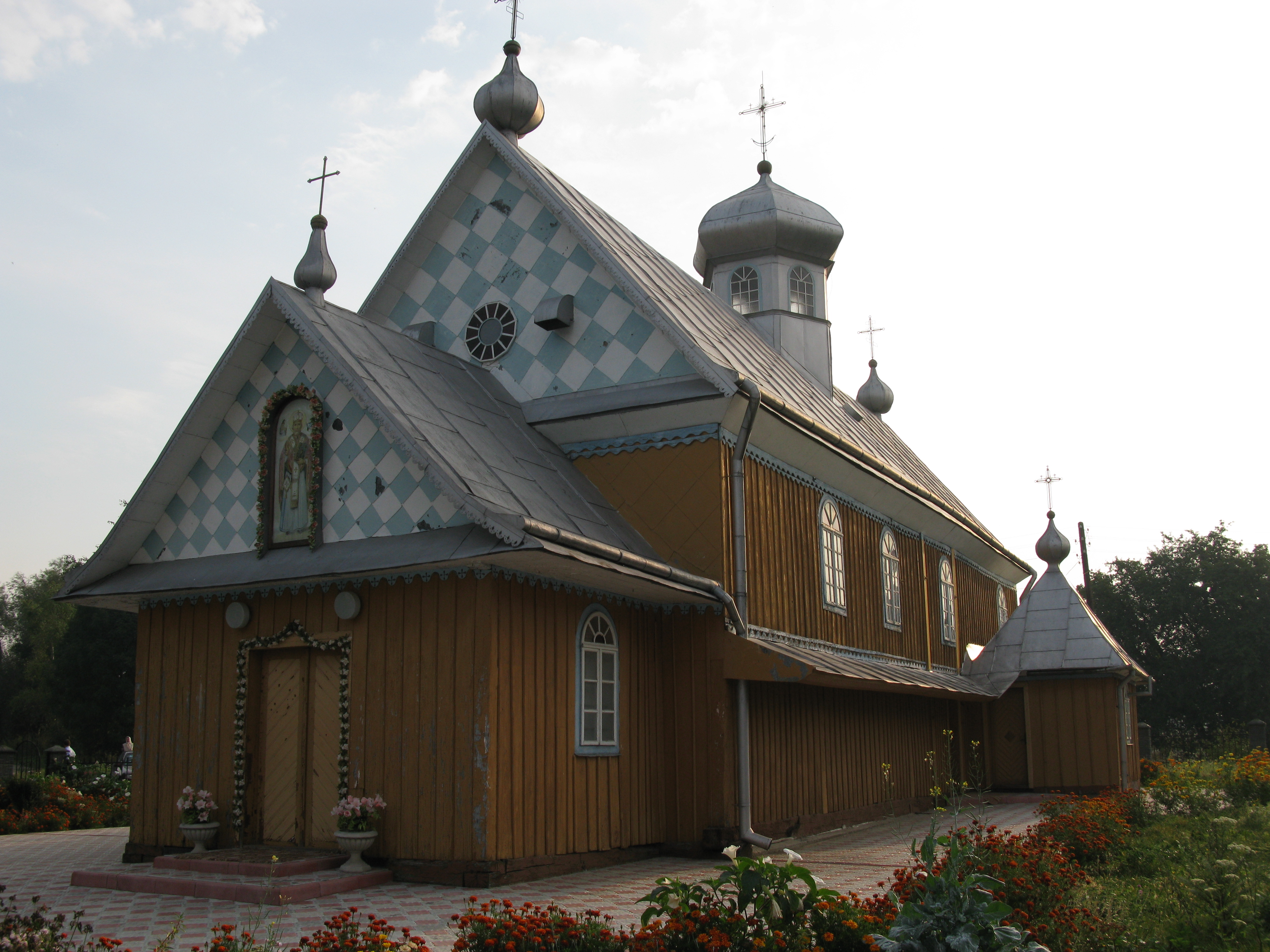
Архітектурна пам'ятка 1600 р.

Церква св. Миколая місцевої громади ПЦУ та УГКЦ побудована у 1511 році. Після того, як татари спалили монастир, багато монахів ЧСВВ (УГКЦ) виїхали до Добромилья. Образи монахи позбирали (татари їх пограбували та порозкидали) до церкви в с. Буців: Страшний суд, святий отець Миколай, святий Онуфрій, Страдальна Матір Божа, що держить Ісуса Христа знятого з хреста. Також цілий іконостас і багато книжок богослужіння (є книжки, датовані 16 ст.)
У 1985 р. проводили ремонт церкви: переробили дах, розширили вівтар. Такою вона дійшла до сучасності. В часі ремонту було знайдено оригінали церковних книг, заховані у конструкціях даху, з котрих отримано інформацію, викладену на цій сторінці.

## Відомі люди
- З Буцова походила родина Параски і Семена Буциків — батьків відомого хокеїста, члена Зали слави хокею Джонні Буцика.
- Мар'ян Козаневич (1877-1940) — український громадсько-політичний та державний діяч, гірничий інженер, Державний секретар публічних робіт та гірництва ЗУНР.
- Іван Паславський (1968—до тепер ) — журналіст, український громадський діяч на Далекому Сході.
- Ревакович Володимир псевдо «Шумний» (20.07.1917 — (?).1986) — уродженець села, стрілець сотні «Месники-2» куреня «Месники» Української Повстанської Армії. В лавах УПА від весни 1944 р. Влітку 1947 року при переході польсько-чеського кордону у Чехословаччині був поранений, захоплений у полон і переданий Польщі. Засуджений у Ряшеві до смертної кари, яку замінено на довічне ув'язнення. Вирок відбував у в'язниці в Голєнові. Звільнений влітку 1956 року. Одружився і проживав у Ліцбарку Вармінськім. Помер у 1986 році[6].
- Ревакович Роман Володимирович (1958, Польща) — польський і український диригент та композитор. Закінчив Музичну академію ім. Ф. Шопена у Варшаві за спеціальністю «теорія музики», згодом — диригентський факультет; вивчав композицію. У 1983—1993 роках керував чоловічим хором «Журавлі», з яким гастролював у США, Канаді, Західній Європі та Україні. Займався візантійськими хоралами, які виконував створений ним камерний хор «Ірмос». З 90-х років XX століття Ревакович займається симфонічним диригуванням. Впродовж багатьох років — як диригент та організатор різних музичних заходів — пропагує українську музику в Польщі і польську в Україні. Тричі реалізував «Дні української музики у Варшаві». Є засновником та головою фонду «Pro Musica Viva», який здійснює просування та підтримку різноманітних музичних ініціатив. Під його батутою записано й видано на CD фірми NAXOS «Реквієм» Олександра Щетинського.
- Ревакович Марія (1960) — поетеса, член Нью-Йоркської групи, укладач виданої в Києві антології цієї групи під назвою «Півстоліття напівтиші». Член Національної Спілки письменників України.
- Село Буців є родинним гніздом міжнародного шахового гросмейстера Адріана Михальчишина ще від діда-прадіда (цитата з книги його авторства під назвою "Куди мчить експрес", видавництва "Сполом", 2018 рік).